# Amira Mohamed Ali

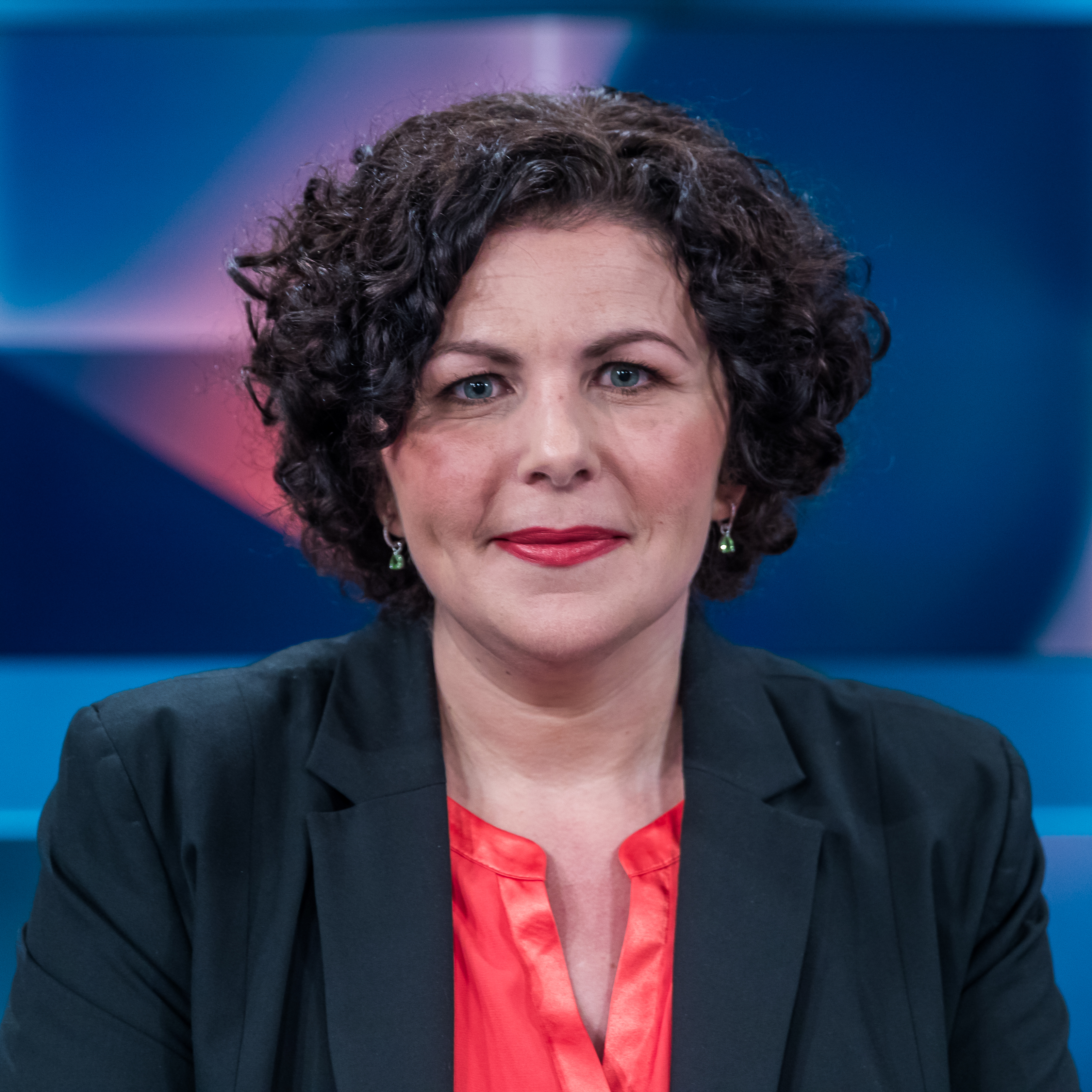
Amira Mohamed Ali (2024)

Amira Mohamed Ali (* 16. Januar 1980 in Hamburg) ist eine deutsche Politikerin (BSW, zuvor Die Linke) und Rechtsanwältin. Sie war von 2017 bis 2025 Mitglied des Deutschen Bundestages und war dort von November 2019 bis Oktober 2023 zusammen mit Dietmar Bartsch Fraktionsvorsitzende der Linken im Bundestag. Seit der Parteigründung des Bündnisses Sahra Wagenknecht (BSW) ist sie zusammen mit der Namensgeberin Vorsitzende der Partei.

## Leben
Amira Mohamed Ali wuchs in Hamburg-Fuhlsbüttel auf. Ihr Vater ist Ägypter, ihre Mutter Deutsche. Mohamed Ali ist Muslimin.
Nach ihrem Abitur 1998 an der Gelehrtenschule des Johanneums in Hamburg-Winterhude schloss sie ein Jurastudium an den Universitäten Heidelberg und Hamburg ab. Ihr Rechtsreferendariat leistete sie von 2005 bis 2007 im Bezirk des Oberlandesgerichts Oldenburg ab.
Sie ist seit 2008 zugelassene Rechtsanwältin und war bis 2017 als Syndikusanwältin und Vertragsmanagerin bei einem Automobilzulieferer tätig. Sie ist Mitglied der IG Metall und des Deutschen Tierschutzbundes.
Mohamed Ali ist verheiratet und lebt seit 2005 in Oldenburg (Oldb).
Privat tritt sie als Sängerin im Duo Brooklyn Baby auf.

## Politisches Wirken

### Die Linke
Mohamed Ali war seit 2015 Vorstandsmitglied im Kreisverband Oldenburg/Ammerland der Partei Die Linke (Landesverband Die Linke Niedersachsen). Sie kandidierte erstmals für ein politisches Amt zur Kommunalwahl 2016 auf Listenplatz 2 in Wahlbereich VI der Stadt Oldenburg. Die Linke erreichte bei dieser Wahl ihr bisher bestes Kommunalwahlergebnis in Oldenburg.
Zur Bundestagswahl 2017 trat sie als Direktkandidatin für den Wahlkreis 27 (Oldenburg-Ammerland) an. Sie kam über die Landesliste (Platz 5) in den deutschen Bundestag. Im 19. Bundestag (2017–2021) war sie Mitglied im Ausschuss für Recht und Verbraucherschutz, im Gemeinsamen Ausschuss sowie im Ausschuss für Ernährung und Landwirtschaft. Zudem gehörte sie als stellvertretendes Mitglied dem Wahlausschuss und dem Vermittlungsausschuss an. Sie war Sprecherin für Verbraucherschutz und für Tierschutz der Linksfraktion im Bundestag.
Am 12. November 2019 wurde sie als Nachfolgerin von Sahra Wagenknecht – neben Dietmar Bartsch – zur Co-Vorsitzenden der Fraktion gewählt. Sie gewann in einer Kampfabstimmung gegen Caren Lay mit 36 zu 29 Stimmen. Damit war sie die erste deutsche Muslima an der Spitze einer Bundestagsfraktion. Im Februar 2023 unterzeichnete sie die von Wagenknecht und Alice Schwarzer initiierte Onlinepetition Manifest für Frieden.
Am 6. August 2023 kündigte Mohamed Ali an, bei der kommenden Vorstandswahl nicht mehr für den Fraktionsvorsitz zu kandidieren. Sie begründete dies damit, dass sich in der Parteiführung und einer Mehrheit von Funktionären der Linken ein Kurs durchgesetzt habe, der ihren politischen Überzeugungen an vielen Stellen deutlich widerspreche. Sie solidarisierte sich mit Sahra Wagenknecht und weiteren Abgeordneten, die zur Niederlegung ihres Mandats aufgefordert worden waren. Der vorgezogene Termin für die Vorstandswahl am 4. September 2023 wurde mangels mehrheitsfähiger Kandidaten verschoben. Mohamed Alis Amtszeit als Fraktionsvorsitzende endete am 25. Oktober 2023.

### Bündnis Sahra Wagenknecht
Im Oktober 2023, mit der Vorstellung des Vereins BSW – Für Vernunft und Gerechtigkeit, traten Mohamed Ali und neun weitere Bundestagsabgeordnete aus der Linkspartei aus. Sie wurde Vorsitzende des Vereins und übernahm mit der Parteigründung am 8. Januar 2024 gemeinsam mit Sahra Wagenknecht den Vorsitz der neugegründeten Partei BSW, die aus dem Verein hervorging.
Sie wurde am 30. November 2024 auf Platz eins der Landesliste des BSW Niedersachsen zur vorgezogenen Bundestagswahl 2025 gewählt. Das BSW Niedersachsen wurde am 15. September 2024 gegründet.

## Politische Positionen
Mohamed Ali wurde wie ihre Vorgängerin Wagenknecht dem sogenannten linken Flügel ihrer ehemaligen Partei Die Linke zugerechnet. Im Gegensatz zu Wagenknecht zeigte sie sich 2019 offen für eine mögliche rot-rot-grüne Koalition. Sie bezeichnete sich 2024 selbst als links-konservativ.

### Sozialpolitik

#### Renten
Mohamed Ali fordert eine Rentenreform zur Stärkung der gesetzlichen Rente nach dem Vorbild Österreichs. Alle Erwerbstätigen, auch Selbstständige und Politiker sollten in die gesetzliche Rentenkasse einzahlen.

#### Mindestlohn
Im Mai 2024 sprach sich Mohamed Ali für einen höheren Mindestlohn von 14 Euro aus. Die aktuelle gesetzliche Lohnuntergrenze von 12,41 Euro reiche laut ihr nicht aus, um das normale Leben zu bezahlen.

### Außenpolitik

#### Nahostkonflikt
Amira Mohamed Ali forderte im Oktober 2024 in einer Rede im Deutschen Bundestag die Einstellung von Waffenlieferungen an Israel. Die Blockade und Bombardierungen des Gazastreifens durch die israelische Armee, die vor allem Zivilisten töten würden, bezeichnete sie in dieser Rede als „Menschheitsverbrechen“. Mohamed Ali verurteilte den Angriff der Hamas auf Israel am 7. Oktober 2023 als Terror und forderte die sofortige Freilassung der Geiseln. Der Krieg im Nahen Osten kann laut Mohamed Ali nur diplomatisch gelöst werden. Dafür solle Deutschland einen Staat Palästina anerkennen, so wie es zum Beispiel Norwegen, Irland oder Spanien bereits getan haben.

#### Krieg in der Ukraine
Mohamed Ali verurteilte den russischen Überfall auf die Ukraine seit 2022 als völkerrechtswidrigen Angriffskrieg. Sie ist überzeugt, dass der Krieg nicht mit militärischen Mitteln entschieden werden kann. Mohamed Ali sprach sich im Februar 2024 dafür aus, dass sich die deutsche Bundesregierung internationalen Friedensinitiativen anschließt und sich gegenüber den Kriegsparteien für einen Waffenstillstand und die Aufnahme von Friedensverhandlungen einsetzt. Trotz des Krieges solle Deutschland nicht auf Öl- und Gaslieferungen aus Russland verzichten. Die Wirtschaftssanktionen gegen Russland seien gescheitert.

#### Stationierung von US-Mittelstreckenraketen in Deutschland
Mohamed Ali lehnt die für 2026 geplante Stationierung von US-Mittelstreckenraketen in Deutschland ab.

### Corona-Politik
Amira Mohamed Ali sprach sich gegen die COVID-19-Impfpflicht und für eine freiwillige Impfentscheidung aus. Sie argumentierte, dass gegen eine Impfpflicht erhebliche verfassungsrechtliche Bedenken bestünden. Gesetzesentwürfen des Bundestags zur Einführung einer allgemeinen oder berufsspezifischen Impfpflicht stimmte sie nicht zu. Mohamed Ali fordert die Aufarbeitung der Corona-Pandemie durch einen Untersuchungsausschuss im Deutschen Bundestag.

### Migrationspolitik
In einem Interview im Jahr 2019 erklärte sie, dass sie offene Grenzen befürworte und Abschiebungen kategorisch ablehne. Sie sprach sich 2021 für eine Ausweitung des Asylrechts und die Aufnahme von Flüchtlingen aus Afghanistan aus. Dies begründete sie unter anderem mit Beteiligung Deutschlands an der von den USA geführten Operation Enduring Freedom. Im Rahmen ihrer Parteiarbeit in der Linken warb sie auch dafür, die Regeln für den Familiennachzug zu erleichtern.
Im Zuge einer Kampagne der CLAIM Allianz setzte sich Mohamed Ali im Juni 2023 gegen Islamfeindlichkeit und Alltagsrassismus ein.
Als Vorsitzende des Vereins Bündnis Sahra Wagenknecht sprach sich Mohamed Ali 2023 für eine Begrenzung der Migration, insbesondere der Wirtschaftsmigration, nach Deutschland aus. Nun sprach sie sich dafür aus, Asylverfahren zu beschleunigen und künftig an der Außengrenze oder sogar in Drittstaaten stattfinden zu lassen. Zudem sollten Personen ohne Bleiberecht in Deutschland verstärkt abgeschoben werden können.